# Barrick Gold
Barrick Mining Corporation es la transnacional minera dedicada a la extracción de oro a cielo abierto más grande del mundo. Tiene más de 23 minas operativas en Argentina, Canadá, Chile, Costa de Marfil, República Democrática del Congo, República Dominicana, Ecuador, Egipto, Malí, Pakistán, Papúa Nueva Guinea, Perú, Arabia Saudita, Senegal, Tanzania, Estados Unidos y Zambia.
Durante 2013, el 50% de su producción la obtuvo de Estados Unidos y Canadá; el 25%, de Australia y la región del Pacífico; el 19% de Sudamérica y el 6% restante, de África.
En 2013, Barrick produjo entre 7 y 7,4 millones de onzas de oro, y en 2014 produjo entre 6 y 6,5 millones de onzas.
Barrick tiene varios proyectos en diferentes etapas de exploración y desarrollo, contando más de 15 países alrededor del mundo entre sus proyectos.

## Barrick en Sudamérica
La presencia de Barrick en Sudamérica comprende las operaciones mineras de oro en Argentina (Veladero) y Perú (Lagunas Norte); y de cobre, en Chile (Zaldívar). La región cuenta además con el  proyecto binacional Pascua–Lama (Argentina–Chile) y una participación del 51% en el proyecto Cerro Casale (Chile). También en Chile, tiene un proceso activo de cierre de la mina El Indio.
Hasta 1993, Barrick solo operaba en Norteamérica, pero ese año decidió mirar hacia el resto del continente. Así, la empresa llegó a Perú y Argentina en 1993 y un año más tarde, a través de la compra de Lac Minerals, se instaló en Chile con la mina El Indio y el entonces proyecto Nevada, que más tarde pasó a llamarse Pascua–Lama.
En 2001, Barrick se fusionó con Homestake, lo que marcó la adquisición de la mina Veladero en la provincia de San Juan. Durante 2006, tras la adquisición de Placer Dome, la mina de cobre Zaldívar, ubicada en la Región de Antofagasta en Chile, pasó a formar parte de los activos de Barrick en Sudamérica.
Más allá de las actuales operaciones y proyectos, Sudamérica es un área estratégica para el crecimiento de la empresa, alcanzando en 2013 el 19% de la producción mundial de la compañía.

## Barrick en el Caribe
A mediados de 2009, tras un proceso de aprobación que demandó 22 meses y fue validado por las dos cámaras del Congreso nacional dominicano, Barrick firmó un contrato con el gobierno de República Dominicana para la producción de oro y plata en la mina Pueblo Viejo, en la zona de Cotuí.
Según aquel contrato, la empresa obtuvo autorización para trabajar en la mina por un período de 25 años. Su construcción demandó una inversión de más de 3.000 millones de dólares y el desembolso extranjero más grande en la historia del país.
Antes del inicio de la operación de la mina, ya en 2013, y con el argumento de un incremento en el precio del oro ese año, el gobierno dominicano solicitó realizar cambios al contrato firmado con la empresa para volver a analizar la situación ante ese nuevo panorama. Se sucedieron reuniones y conversaciones con la empresa para que el estado dominicano obtuviera más beneficios para el país.
Luego de varias reuniones, conversaciones y debates, tanto la empresa como el gobierno de la República Dominicana llegaron a un acuerdo: se estipularon ingresos extras de 1.500 millones de dólares a los 10 000 millones de dólares que recibiría la nación en el convenio anterior y se eliminó una cláusula que le permitía a la empresa empezar a tributar al país a partir de la recuperación completa de su inversión. De esta manera, el Gobierno dominicano empezará a recibir de inmediato recursos por la explotación de la mina, que durante los primeros tres años prevé alcanzar los 2200 millones de dólares.
En declaraciones a la prensa, el presidente de la compañía en el país, Manuel Rocha, afirmó que las negociaciones fueron "muy complejas", al tiempo que defendió la inversión de la empresa que cifró en los 4500 millones de dólares."Barrick vino para quedarse; para asumir un compromiso de largo plazo y vamos a trabajar para contribuir al desarrollo del pueblo dominicano", expuso el ejecutivo.

## África
El libro Noir Canada. Pillage, corruption et criminalité en Afrique (Canadá Negro: Saqueo, corrupción y criminalidad en África de Alain Deneault) se ocupa de la actuación de varias empresas canadienses en África. Respecto de Barrick, asegura que la empresa estuvo involucrada en la masacre de la mina Bulyanhulu, en Tanzania, donde más de medio centenar de mineros artesanales ("pirquineros") fueron enterrados vivos por el apuro del gobierno en desalojar el lugar y rellenar los pozos.
La empresa primero intentó censurar el libro e impedir su distribución, y luego demandó a la editorial y a los autores. El juicio no se espera que termine antes del fin de 2011.
Respecto a lo que afirma el libro sobre Bulyanhulu, el 29 de octubre de 2002, la CAO del Banco Mundial publicó un informe que resume su evaluación de las acusaciones hechas por los Abogados del Movimiento para la Acción Ambiental (LEAT), sobre Bulyanhulu. Con gran seriedad, las quejas apuntaban a la muerte de mineros artesanales durante una acción de desalojo efectuada en 1996, antes de que Barrick comprara la propiedad de Bulyanhulu a Sutton Resources Ltd. en 1999. El Informe echó por tierra las acusaciones, asegurando  que no existían evidencias convincentes que respaldaran la versión de los hechos esgrimidos por LEAT y que la repetición de acusaciones infundadas le hacía un magro favor a los intereses de los habitantes de las cercanías de la mina.

## Barrick y el medioambiente
Barrick Gold, como muchas empresas mineras que extraen oro, utiliza cianuro en su proceso de producción, que se lleva a cabo en un circuito cerrado y descarga al medio ambiente. El 14 de septiembre del año 2015, en la mina de Veladero, Argentina, una cañería de cianuro tuvo una ruptura y un importante derrame de ese producto ocurrió. Todo empezó por una cadena de WhatsApp en la que los vecinos de Jáchal, San Juan, denunciaban una fuga de cianuro en un caño de una mina explotada por Barrick Gold. La cadena se viralizó y ante la falta de comunicación oficial, la gente del pueblo decidió tomar únicamente agua mineral y no mandar a sus hijos al colegio.  Al día siguiente, la empresa confirmó a través de un comunicado que el derrame había ocurrido, pero que “no hubo contaminación en los ríos que corren en la cuenca”. Luego de este comunicado, se conoció que sí hubo contaminación del agua de la zona, y el gobierno prohibió el consumo que no sea agua mineral, además presentaron una denuncia penal contra la empresa por el daño ambiental en que había incurrido. Tres días después la Justicia dispuso la clausura temporal de la mina para llevar adelante la correspondiente investigación. En 2015 la justicia de Argentina procesó a nueve ejecutivos de la minera por ese derrame. La canadiense Barrick vertió un millón de litros de agua con cianuro cerca de un pueblo.

## Récord Guinness
Barrick y la provincia de San Juan recibieron, en 2010, el premio Guinness World Records, por la instalación del generador eólico en su mina de Veladero a 4.100 metros sobre el nivel del mar. Es el aerogenerador emplazado a mayor altura del mundo. El segundo molino se eleva a 2800 metros sobre el nivel del mar, y se encuentra en Suiza.
El generador eólico de Veladero está ubicado en plena región cordillerana y alimenta las instalaciones de Barrick, utilizando los fuertes vientos de la zona. Este modelo fue especialmente construido para resistir las extremas condiciones climáticas, que incluyen nevadas intensas y bajas temperaturas. El diseño fue modificado para compensar la baja densidad del aire en las alturas de la montaña, y tiene capacidad para producir hasta 2 megawatts.